# Kattenhorner Bühl
Der Kattenhorner Bühl ist ein Naturschutzgebiet im Gebiet der Gemeinde Öhningen im baden-württembergischen Landkreis Konstanz in Deutschland.
Es umfasst knapp 33 Hektar eines südexponierten Molassehanges am Schienerberg und wurde 1996 als Naturschutzgebiet ausgewiesen. Die Besonderheit des Gebietes ergibt sich aus seinem reich strukturiertem Lebensraum von besonderer Eigenart und Schönheit mit vielfältigen Lebensgemeinschaften aus Magerwiesen, Halbtrockenrasen, Streuobstbeständen, Säumen, Niedermooren, Heckenzügen und Laubwäldern. Alle Vegetationseinheiten werden extensiv genutzt und sind Lebensraum vieler gefährdeter, zum Teil wärmeliebender Tier- und Pflanzenarten.